# Briefmarken-Jahrgang 1974 der Deutschen Bundespost Berlin

Ersttagsbrief Adolf Slaby 17. April 1974

Der Briefmarken-Jahrgang 1974 der Deutschen Bundespost Berlin umfasste 18 Sondermarken. Dauermarken wurden nicht ausgegeben.
Die Briefmarken dieses Jahrganges waren bis zum 31. Dezember 1991 frankaturgültig.
Der Nennwert der Marken betrug 7,80 DM; dazu kamen 1,90 DM als Zuschlag für wohltätige Zwecke.

## Liste der Ausgaben und Motive
Legende
- Bild: Eine bearbeitete Abbildung der genannten Marke. Das Verhältnis der Größe der Briefmarken zueinander ist in diesem Artikel annähernd maßstabsgerecht dargestellt. Sollten keine Marken abgebildet sein, liegt es daran, dass das Urheberrecht des Künstlers noch nicht erloschen ist.
- Beschreibung: Eine Kurzbeschreibung des Motivs und/oder des Ausgabegrundes. Bei ausgegebenen Serien oder Blocks werden die zusammengehörigen Beschreibungen mit einer Markierung versehen eingerückt.
- Wert: Der Frankaturwert der einzelnen Marke in Pfennig. Ein „+“ bedeutet, dass es sich um eine Zuschlagsmarke handelt (= Frankaturwert + Spende).
- Ausgabedatum: Das Datum des erstmaligen Verkaufs dieser Briefmarke.
- Auflage: Soweit bekannt, wird hier die zum Verkauf angebotene Anzahl dieser Ausgabe angegeben.
- Entwurf: Soweit bekannt, wird hier angegeben, von wem der Entwurf dieser Marke stammt.
- Mi.-Nr.: Diese Briefmarke wird im Michel-Katalog unter der entsprechenden Nummer gelistet.

| Sondermarken | |                  |                       |            |                     |         |
| Bild         | Beschreibung | Werte in Pfennig | Ausgabe- datum (1974) | Auflage    | Entwurf             | Mi.-Nr. |
|              | 275. Geburtstag von Georg Wenzeslaus von Knobelsdorff                                                                                              | 20               | 15. Februar           | 16.400.000 | Joachim Hans Hiller | 464     |
|              | 150. Geburtstag von Gustav Robert Kirchhoff Im Hintergrund die Formel für die Berechnung von vermaschten Stromkreisen                              | 30               | 15. Februar           | 7.950.000  | Joachim Hans Hiller | 465     |
|              | 25. Jahrestag der Beendigung der Blockade Berlins, Berliner Luftbrücke Luftbrückendenkmal in Berlin-Tempelhof, Flaggen der Alliierten Schutzmächte | 90               | 17. April             | 5.500.000  | Ernst Finke         | 466     |
|              | 125. Geburtstag von Adolf Slaby | 40               | 17. April             | 6.050.000  | Ernst Finke         | 467     |
|              | Für die Jugend 1974: Elemente internationaler Jugendarbeit - Jugend fotografiert                                                                   | 20+10            | 17. April             | 2.571.000  | Peter Lorenz        | 468     |
|              | - Jugendsport | 30+15            | 17. April             | 2.510.000  | Peter Lorenz        | 469     |
|              | - Jugend musiziert | 40+20            | 17. April             | 2.507.000  | Peter Lorenz        | 470     |
|              | - Jugend hilft | 70+35            | 17. April             | 2.500.000  | Peter Lorenz        | 471     |
|              | 400 Jahre Gymnasium zum Grauen Kloster, Berlin Athene und Hermes, Siegel des Gymnasiums                                                            | 50               | 16. Juli              | 10.550.000 | Joachim Hans Hiller | 472     |
|              | Wohlfahrtsmarken 1974: Blumensträuße - Frühlingsstrauß                                                                                             | 30+15            | 15. Oktober           | 5.770.000  | Heinz Schillinger   | 473     |
|              | - Herbststrauß | 40+20            | 15. Oktober           | 5.745.000  | Heinz Schillinger   | 474     |
|              | - Rosenstrauß | 50+25            | 15. Oktober           | 6.516.000  | Heinz Schillinger   | 475     |
|              | - Winterlicher Strauß | 70+35            | 15. Oktober           | 4.055.000  | Heinz Schillinger   | 476     |
|              | Inbetriebnahme des Flughafens Berlin-Tegel Zentralgebäude mit sechseckigem Flugsteigring                                                           | 50               | 15. Oktober           | 8.750.000  | Ernst Finke         | 477     |
|              | Berliner Porzellan - „Venus“, Friedrich Elias Meyer d. Ä. (1723–1785)                                                                              | 30               | 29. Oktober           | 11.750.000 | Joachim Hans Hiller | 478     |
|              | - Allegorie: „Die Astronomie“, Wilhelm Christian Meyer (1726–1786)                                                                                 | 40               | 29. Oktober           | 6.900.000  | Joachim Hans Hiller | 479     |
|              | - Allegorie: „Die Gerechtigkeit“, J. G. Müller (um 1785)                                                                                           | 50               | 29. Oktober           | 8.500.000  | Joachim Hans Hiller | 480     |
|              | Weihnachtsmarke 1974 Weihnachtlicher Strauß | 30+15            | 29. Oktober           | 4.956.000  | Heinz Schillinger   | 481     |